# 中國是沉睡的巨人
「中國是沉睡的巨人，當她醒來的時候，世界都會為之顫抖」（英語：China is a sleeping giant, when she wakes she will shake the world）、「中國是條沉睡的龍」（英語：China is a sleeping dragon）或「中國是頭沉睡的獅子」（英語：China is a sleeping lion），這句話被廣泛流傳為法蘭西皇帝拿破崙·波拿巴的名言，但並未有證據支持他說過、寫過或產生類似的想法。

這句話經常被貼上「源自」拿破崙的標籤，或者示警說他可能沒有說過這句話，但拿破崙專家兼拿破崙基金會歷史學家彼得·希克斯宣稱拿破崙從未說過（讓中國睡著吧，因為當她醒來時，世界都會為之顫抖）。澳洲國立大學歷史學家約翰·費茲傑拉德（John Fitzgerald）指出：
在拿破崙的演講或著作中，沒提過一條沉睡的巨龍，也沒有提及如果中國突然「覺醒」，世界將面臨可怕的命運。他很可能從未說過現今傳聞中有關中國是條「沉睡的龍」這句話。

## 出自與阿美士德伯爵的對談
外界有缺乏根據的說法推測，拿破崙向威廉·阿美士德伯爵發表這類的聲明（或阿美士德證實是拿破崙所為）。1817年，阿美士德對中國進行外交訪問並計劃覲見嘉慶皇帝，並親眼目睹了流亡聖凱倫拿島的拿破崙。
例如，威廉·薩菲爾的《政治詞典》（Political Dictionary）引用了1978年《華爾街日報》的一篇專欄文章，其中稱拿破崙對阿美士德伯爵發表了這番言論，但該專欄沒有提供參考資料的來源。根據阿兰·佩雷菲特的《不動帝國》對法語和英語資料的廣泛研究中，包含了18世紀末英國駐華代表團的相關研究，詳細記述了阿美士德與拿破崙的對談，但沒有提及這樣的引述。他將這「著名預言」歸因於拿破崙，但並非包含在阿美士德的談話中，他同樣也沒有給出消息來源。

《他們沒有說的話：一本錯誤引用之書》（What They Didn't Say: A Book of Misquotations，牛津大學出版社）的編輯伊麗莎白·諾爾斯（Elizabeth Knowles）引用了這位流亡法國皇帝對自己的外科醫生貝瑞·歐米拉（Barry O'Meara）說過的類似言論。歐米拉在談話中批評阿美士德未能說服中國皇帝開放中國對外貿易；他向拿破崙建議：「我們可透過幾艘戰艦輕易地逼中國人給予良好的條件；例如，我們能以幾艘駐紮得當的巡洋艦完全剝奪他們的鹽，」拿破崙反對：
毫無疑問，一開始你會成功，奪走他們擁有的船隻、摧毀他們的貿易；但你會教給他們自食其力，對方將被迫採取措施來保護自身免受你的侵害。與中國這樣擁有如此多資源的龐大帝國開戰，將成為你多年來最糟之舉。
諾爾斯評論：「其信念大致於此，若遺憾不是，那只會是修辭手法上的差異」。

## 出自列寧
《當中國醒來之時……世界都會為之顫抖》的作者亞蘭·佩雷菲特（Alain Peyrefitte）在書中寫道，俄羅斯布爾什維克領袖弗拉基米尔·列宁在1923年使用了此表述，因此這句話一定比拿破崙更早說，也一定真實。但彼得·希克斯對此表示，書中並未提及拿破崙，加上列寧無論如何也無法接觸到阿美士德的日記。

## 《北京55日》
在以1900年義和團運動為背景的美國電影《北京55日》（1963年）中，英國大使的妻子發出了這樣的警告。該劇本改編自諾爾·格爾森的小說，原作中沒有出現這句話。彼得·希克斯得出結論，一定是編劇伯納德·戈登私自添加。

## 用途及意義
「中國沉睡」和「中國覺醒」的比喻在19世紀廣泛流傳，至今依然如此。歷史學家約翰·費茲傑拉德（John Fitzgerald）稱，「覺醒」在歐洲啟蒙時代另有含義——「對理性及普世人類價值觀的覺醒」；從後來的含義來看，可能意味著殖民地國家人民對自身受壓迫困境的覺醒，以及對他們解放關鍵的覺醒。這一思想因與現代歷史英雄的人物之一拿破崙聯繫在一起而獲得了影響力。
威廉·薩菲爾表示這句話隱含的意思是「沉睡的巨人很快就會擁有使出以前未用上的力量之想法。」

## 流行文化中的例子
- 1911年，威廉·T·艾利斯（William T. Ellis）在報紙專欄〈革命中的中國〉（China in Revolution）中寫道：「據報導，拿破崙曾說過：『那裡沉睡著中國！如果她醒來，上帝憐憫我們，讓她睡吧！』關於帝國最常見的比喻是沉睡的巨人：『中國的覺醒』是刻板的短語。」[10]
- 1927年：《郵資與郵袋》（Postage and the Mailbag）中一專欄寫道：「中國睡著了，就讓她睡下去吧。當她醒來時，將震動全世界。」[11]
- 《時代》雜誌封面（1958年12月1日）標語：「讓中國沉睡吧，因當她醒來時，世界將感到遺憾。」（標明拿破崙所言）[12]
- 在1963年電影《北京55日》中，亞瑟·羅賓森爵士（Sir Arthur Robinson）一角說道：「我永遠不會忘記：『讓中國睡吧，當她醒來的時候，世界都會為之顫抖』。」[13]
- 「當中國覺醒時，世界都會為之顫抖」是紀思道和伍潔芳的《中國覺醒》（China Wakes）扉頁上的題詞，並註明「出自拿破崙」。該頁的註釋沒有給出來源，但表示這句話「顯然沒有出現在他的任何文集中」，加上「據說」（沒有提及是誰說的）是在讀過馬戛爾尼伯爵（Lord Macartney）的著作後發表了這句話。該著作記述馬戛爾尼1793年的中國之行。[14]
- 這句話被用於2018年電影《瘋狂亞洲富豪》開頭引言[15]。
- 中共中央總書記習近平2014年3月27日在巴黎演講時提及：「中國是一頭沉睡的獅子，甦醒之時，世界將為之顫抖。」但補充：「中國這頭獅子已經醒了，但這是隻和平、可親、文明的獅子。」[16][17]

## 另見
- 漢語中的「危機」一詞（英语：Chinese word for "crisis"）
- 长城骗局
- 中國威脅論

## 外部連結
- Wide World of Quotes上的拿破崙·波拿巴名言 （页面存档备份，存于）